# Hammarby Hockey (1921–2008)
Hammarby Hockey var ishockeysektionen, åren 1921–2008, i den år 1889 bildade klubben Hammarby. Ishockeysektionen bildades den 7 mars 1921. Sektionen gick i konkurs den 22 april 2008. Samma år bildades av supportrar Bajen Fans Hockey, med syftet att "återfå ishockeyn som en sektion inom Hammarby IF". Syftet uppfylldes och sedan den 30 maj 2013 är Hammarby Hockey återigen en del av Hammarby IF.
Från början av 1930-talet till mitten av 1950-talet hade Hammarby sin storhetstid. Laget vann högsta serien vid femton tillfällen. Vinst i fyra seriefinaler av sex i följd. Totalt spelade Hammarby sexton SM-finaler, varav åtta segrar. De spelade final i Stockholms distriktmästerskap sexton gånger; hälften vinster där med. DM kunde vissa år på den tiden vara en större prestige än Svenska mästerskapet. 
Den 14 april 2008 försattes Hammarby Hockey i konkurs efter en process som hade pågått sedan 2007; en av klubbens sponsorer, valutamäklaren Svenska Valutagruppen, lyckades betala de 131 621 kronorna som behövdes till Kronofogden endast några veckor innan klubben officiellt skulle ha blivit försatt i konkurs. Den 17 december 2007 beslutade Hammarby IF Ishockeyförening att godkänna styrelsens förslag om bolagisering av A-lagsverksamheten. I februari 2008 utfärdade Hammarby ett totalt lönestopp, varefter många spelare lämnade klubben. Den 5 mars 2008 tillkännagavs definitivt att man inte skulle ställa upp i återkvalet till Allsvenskan, vilket innebar att klubben för första gången i sin historia försvann från de två högsta divisionerna.
Hammarby Hockey kallades allmänt för "Bamsingarna" och "Söders kanadensare". Klubbens och ishockeysektionens historia behandlas i boken Bamsingarna från Söder: 85 år med Hammarby Hockey (2006), författad av Carl Frängsmyr och Jim Sharp.

## Säsonger
Hammarby är med från början när ishockeyn kommer till Sverige. 1922 deltar man i träningsserien och placerar sig fyra. Samma år spelar man också SM-final mot IK Göta. Sedan dröjer det nio år innan man når SM-finalen igen, men då är det början på en storhetstid där man deltar åtta år i rad och vinner hälften av dem.
| Säsong    | Division       | Placering | SM-finaler                                   |
| --------- | -------------- | --------- | -------------------------------------------- |
| 1922      | Träningsserien | 4         | SM-final: Förlorar mot Göta, SM-silver       |
| 1923      | Klass I        | 3         |                                              |
| 1924      | Klass I        | 3         |                                              |
| 1925      | Klass I        | 4         |                                              |
| 1926      | Klass I        | 3         |                                              |
| 1927      | Klass I        | 3         |                                              |
| 1927/1928 | Elitserien     | 3         |                                              |
| 1928/1929 | Elitserien     | 5         |                                              |
| 1929/1930 | Elitserien     | 4         |                                              |
| 1930/1931 | Elitserien     | 2         | SM-final: Förlorar mot Södertälje, SM-silver |
| 1931/1932 | Elitserien     | 2         | SM-final: Besegrar Södertälje, SM-guld       |
| 1932/1933 | Elitserien     | 1         | SM-final: Besegrar Göta, SM-guld             |
| 1933/1934 | Elitserien     | 1         | SM-final: Förlorar mot AIK, SM-silver        |
| 1934/1935 | Elitserien     | 1         | SM-final: Förlorar mot AIK, SM-silver        |
| 1935/1936 | Svenska serien | 4         | SM-final: Besegrar AIK, SM-guld              |
| 1936/1937 | Svenska serien | 2         | SM-final: Besegrar Södertälje, SM-guld       |
| 1937/1938 | Svenska serien | 2         | SM-final: Förlorar mot AIK, SM-silver        |
| 1938/1939 | Svenska serien | 1         |                                              |
| 1939/1940 | Svenska serien | 1         |                                              |
| 1940/1941 | Svenska serien | 1         |                                              |

Under 1940-talet är man tillbaka i toppen och spelar SM-final fyra år i rad och vinner tre guld. Till säsongen 1944/45 sker en serieomläggning där högsta serien får namnet Division I och spelas i två grupper, Norra och Södra. När serierna är färdigspelade möts gruppsegrarna i en final. Hammarby spelar finalen sex år i rad och möter oftast Södertälje. Fyra gånger vinner man.
| Säsong    | Division         | Placering | Seriefinal                          | SM-final                                     |
| --------- | ---------------- | --------- | ----------------------------------- | -------------------------------------------- |
| 1941/1942 | Svenska serien   | 1         |                                     | SM-final: Besegrar Södertälje, SM-guld       |
| 1942/1943 | Svenska serien   | 1         |                                     | SM-final: Besegrar Göta, SM-guld             |
| 1943/1944 | Svenska serien   | 1         |                                     | SM-final: Förlorar mot Södertälje, SM-silver |
| 1944/1945 | Division I Södra | 1         | Seriefinal: Besegrar Södertälje     | SM-final: Besegrar Södertälje, SM-guld       |
| 1945/1946 | Division I Södra | 1         | Seriefinal: Besegrar Södertälje     |                                              |
| 1946/1947 | Division I Södra | 1         | Seriefinal: Besegrar Södertälje     |                                              |
| 1947/1948 | Division I Södra | 1         | Seriefinal: Förlorar mot Södertälje |                                              |
| 1948/1949 | Division I Södra | 1         | Seriefinal: Besegrar Gävle GIK      |                                              |
| 1949/1950 | Division I Södra | 1         | Seriefinal: Förlorar mot Södertälje |                                              |
| 1950/1951 | Division I Norra | 2         |                                     | SM-final: Besegrar Södertälje, SM-guld       |
| 1951/1952 | Division I Norra | 2         |                                     |                                              |

Fr.o.m. säsongen 1951/52 är SM inte längre en egen turnering utan spelas som ett slutspel till Division I. Hammarby vinner inte längre några SM-tecken men deltar i finalen vid två tillfällen. 1957 går dåligt och laget förlorar sin plats i högsta serien för första gången men är tillbaka en säsong senare. Under 60-talet blir Division II mer regel än undantag där Hammarby oftast spelar i B-gruppen i den östra regionen.
| Säsong    | Division             | Placering | SM/Kval                                          |
| --------- | -------------------- | --------- | ------------------------------------------------ |
| 1952/1953 | Division I Norra     | 1         | SM-final: förlorar mot Södertälje, SM-silver     |
| 1953/1954 | Division I Norra     | 2         |                                                  |
| 1954/1955 | Division I Norra     | 1         | SM-final: Förlorar mot Djurgårdens IF, SM-silver |
| 1955/1956 | Division I Norra     | 2         | 4:a i mästerskapsserien                          |
| 1956/1957 | Division I Norra     | 7         | nerflyttade                                      |
| 1957/1958 | Division II Östra B  | 1         | 1:a i norra kvalserien, uppflyttade              |
| 1958/1959 | Division I Norra     | 6         |                                                  |
| 1959/1960 | Division I Norra     | 5         |                                                  |
| 1960/1961 | Division I Norra     | 7         | nerflyttade                                      |
| 1961/1962 | Division II Östra B  | 2         |                                                  |
| 1962/1963 | Division II Östra B  | 1         | 3:a i norra kvalserien                           |
| 1963/1964 | Division II Östra B  | 1         | 3:a i norra kvalserien                           |
| 1964/1965 | Division II Östra B  | 1         | 1:a i norra kvalserien, uppflyttade              |
| 1965/1966 | Division I Norra     | 8         | nerflyttade                                      |
| 1966/1967 | Division II Västra A | 2         |                                                  |
| 1967/1968 | Division II Östra B  | 1         | 2:a i kvalserien, uppflyttade                    |
| 1968/1969 | Division I Norra     | 8         | nerflyttade                                      |
| 1969/1970 | Division II Östra B  | 4         |                                                  |
| 1970/1971 | Division II Östra B  | 7         |                                                  |
| 1971/1972 | Division II Östra B  | 3         |                                                  |
| 1972/1973 | Division II Östra B  | 1         | 5:a i norra kvalserien                           |
| 1973/1974 | Division II Östra B  | 2         |                                                  |
| 1974/1975 | Division II Östra    | 1         | 2:a i kvalserien                                 |

Till säsongen 1975/76 sker en stor serieomläggning där Elitserien bildas. Hammarby spelar nu i Division I som blivit andraserien. Där är man ett absolut topplag som deltar i playoff och kvalserien mer eller mindre varje säsong. Vid två tillfällen lyckas man ta sig tillbaka till högsta serien, men båda gångerna förlorar man sin plats direkt. Säsongen 1999/2000 sker en ny serieomläggning där Allsvenskan bildas. Hammarby är med i toppen av serien i många år, men i mitten av 2000-talet faller man i tabellen. Den ekonomiska situationen blir ohållbar och 2008 går man i konkurs.
| Säsong    | Division          | Placering | Vårserie                  | Playoff/Kval                                                        |
| --------- | ----------------- | --------- | ------------------------- | ------------------------------------------------------------------- |
| 1975/1976 | Division I Östra  | 5         |                           |                                                                     |
| 1976/1977 | Division I Östra  | 3         |                           | Utslagna av HV71 i playoff                                          |
| 1977/1978 | Division I Östra  | 3         |                           | Playoff: Besegrar HV71, utslagna av Örebro IK                       |
| 1978/1979 | Division I Östra  | 3         |                           | Utslagna av Timrå i playoff                                         |
| 1979/1980 | Division I Östra  | 3         |                           | Playoff: Besegrar Timrå, utslagna av Södertälje                     |
| 1980/1981 | Division I Östra  | 1         |                           | Playoff: Besegrar Troja och Mora 3:a i kvalserien                   |
| 1981/1982 | Division I Östra  | 2         |                           | Playoff: Besegrar Piteå och Bofors 1::a i kvalserien, uppflyttade   |
| 1982/1983 | Elitserien        | 10        |                           | nerflyttade                                                         |
| 1983/1984 | Division I Östra  | 1         | 2:a i Allsvenskan         | Förlorar allsvenska finalen mot Luleå 1:a i kvalserien, uppflyttade |
| 1984/1985 | Elitserien        | 10        |                           | nerflyttade                                                         |
| 1985/1986 | Division I Västra | 2         | 6:a i Allsvenskan         | Playoff: Besegrar Rögle och SG/83 3:a i kvalserien                  |
| 1986/1987 | Division I Västra | 2         | 6:a i Allsvenskan         | Playoff: Besegrar Piteå, utslagna av Väsby                          |
| 1987/1988 | Division I Östra  | 3         | 2:a i fortsättningsserien | Utslagna av Tyringe i playoff                                       |
| 1988/1989 | Division I Östra  | 1         | 7:a i Allsvenskan         | Utslagna av Väsby i playoff                                         |
| 1989/1990 | Division I Östra  | 3         | 1:a i fortsättningsserien | Playoff: Besegrar Boro, utslagna av Rögle                           |
| 1990/1991 | Division I Östra  | 4         | 3:a i fortsättningsserien |                                                                     |
| 1991/1992 | Division I Östra  | 2         | 7:a i Allsvenskan         | Utslagna av Boro i playoff                                          |
| 1992/1993 | Division I Västra | 4         | 1:a i fortsättningsserien | Playoff: Besegrar Mörrum, Vita Hästen och AIK 3:a i kvalserien      |
| 1993/1994 | Division I Östra  | 4         | 1:a i fortsättningsserien | Playoff: Besegrar Sundsvall/Timrå, utslagna av Mora                 |
| 1994/1995 | Division I Östra  | 2         | 10:a i Allsvenskan        |                                                                     |
| 1995/1996 | Division I Östra  | 3         | 2:a i fortsättningsserien | Utslagna av Timrå i playoff                                         |
| 1996/1997 | Division I Östra  | 1         | 7:a i Allsvenskan         |                                                                     |
| 1997/1998 | Division I Östra  | 5         | 5:a i fortsättningsserien | 2:a i kvalserien                                                    |
| 1998/1999 | Division I Östra  | 5         | 2:a i fortsättningsserien | Playoff: Besegrar Arlanda, utslagna av Sundsvall                    |
| 1999/2000 | Allsvenskan Norra | 5         | 1:a i vårserien           | Utslagna av Mora i playoff                                          |
| 2000/2001 | Allsvenskan Norra | 2         | 3:a i Superallsvenskan    | Playoff: Besegrar Troja och Mora 6:a i kvalserien                   |
| 2001/2002 | Allsvenskan Norra | 5         | 1:a i vårserien           | Utslagna av Björklöven i playoff                                    |
| 2002/2003 | Allsvenskan Norra | 1         | 1:a i Superallsvenskan    | 5:a i kvalserien                                                    |
| 2003/2004 | Allsvenskan Norra | 2         | 2:a i Superallsvenskan    | 6:a i kvalserien                                                    |
| 2004/2005 | Allsvenskan Södra | 3         | 7:a i Superallsvenskan    |                                                                     |
| 2005/2006 | Hockeyallsvenskan | 14        |                           | 3:a i kvalserien                                                    |
| 2006/2007 | Hockeyallsvenskan | 14        |                           |                                                                     |
| 2007/2008 | Hockeyallsvenskan | 16        |                           | Avstod kvalserien.                                                  |

## Kända spelare
- Sigge Öberg †
- Rolf Pettersson †
- Åke Andersson †
- Stig Emanuel Andersson †
- Sven Bergqvist †
- Kurt Kjellström †
- Holger Nurmela †
- Rune Johansson †
- Kenneth Ohlsson
- Rolf Edberg
- Pelle Lindbergh †
- Bengt Liedstrand †
- Lennart Hellman †
- Erik Larsson †
- Bertil Lundell †
- Gunnar Landelius †
- Bror Pettersson †
- Sture Gillström †[9]
- Gustaf Björk †